# Луцька вулиця (Київ, Подільський район)
Лу́цька ву́лиця — вулиця в Подільському районі міста Києва, місцевості Кинь-Ґрусть, Селище Шевченка. Пролягає від вулиці Сошенка до Пуща-Водицької вулиці.
Прилучаються Лісозахисний провулок і вулиця Сажина.

## Історія
Вулиця виникла в середині XX століття під назвою 894-а Нова. 1953 року отримала назву Ростовська вулиця. 
Сучасна назва — з 2022 року, на честь міста Луцьк.
До 1981 року на Деміївці також існувала Луцька вулиця.